# Florian Silbereisen

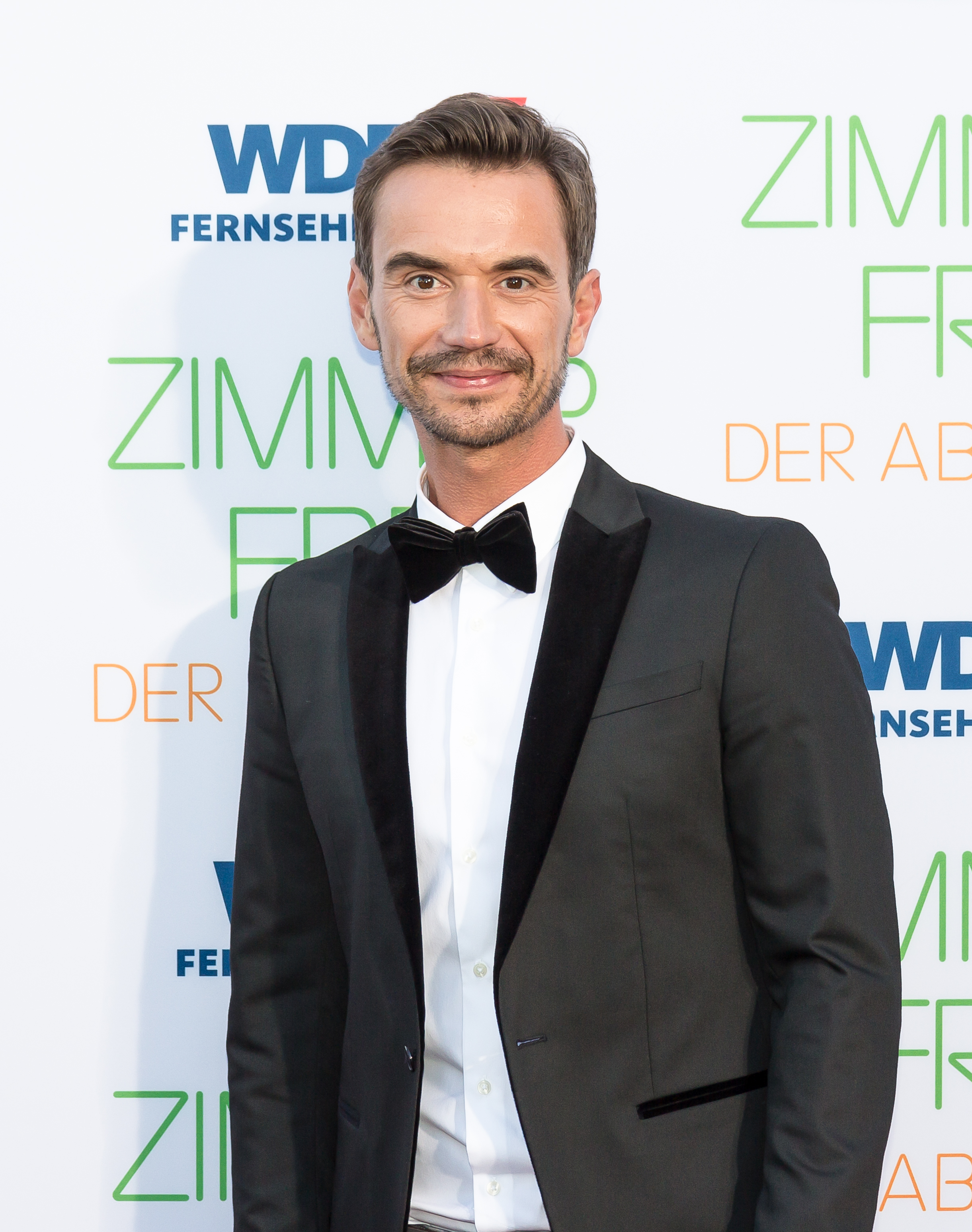
Florian Silbereisen, 2016

Florian Bernd Silbereisen (* 4. August 1981 in Tiefenbach) ist ein deutscher Showmaster, Fernsehmoderator, Schlagersänger und Schauspieler.
Der Durchbruch gelang ihm 1999 im Fernsehen durch einen Auftritt bei Carmen Nebel. Seit 2004 moderiert er die Feste mit Florian Silbereisen (früher Feste der Volksmusik). Von 2015 bis 2018 war er Teil des Schlagertrios Klubbb3. Seit Ende 2019 spielt er in der ZDF-Fernsehreihe Das Traumschiff und dem bis 2024 produzierten Serienableger Kreuzfahrt ins Glück den Kapitän Max Parger.

## Privat
Silbereisen wuchs in Tiefenbach im Landkreis Passau mit vier älteren Geschwistern auf. Von 2003 bis 2006 war er mit Michaela Strobl, der Schwägerin von Andy Borg, liiert. Im August 2008 machte er seine Beziehung mit der Schlagersängerin Helene Fischer öffentlich. Fischer hatte ihren ersten Fernsehauftritt im Mai 2005 mit einem Duett mit Silbereisen bei dessen Hochzeitsfest der Volksmusik. Die beiden galten lange als „Traumpaar des deutschen Schlagers“ und waren häufig in den Schlagzeilen der Boulevardmedien. Im Dezember 2018 wurde ihre Trennung bekannt.

## Karriere
Als erstes Musikinstrument erlernte Silbereisen als Kind die Ziach, die steirische Harmonika. Zu seinen Lehrern zählte der Weltmeister an der Ziach, Hermann Huber. 1991 erschien die Single Florian mit der Steirischen Harmonika. Im selben Jahr holte ihn Karl Moik in seine Fernsehsendung Musikantenstadl.
1992 erhielt Silbereisen den Herbert-Roth-Preis für Instrumentalsolisten. Es folgten Auftritte bei Musikantentreffen. Sein erstes Musikalbum Lustig samma wurde 1997 veröffentlicht. 1998 qualifizierte er sich mit dem Stück Der Bär ist los für die deutsche Vorentscheidung zum Grand Prix der Volksmusik. Der Durchbruch gelang ihm 1999 im Fernsehen durch einen Auftritt in der Show von Carmen Nebel. Er wurde von Michael Jürgens entdeckt, der seither sein Manager ist.

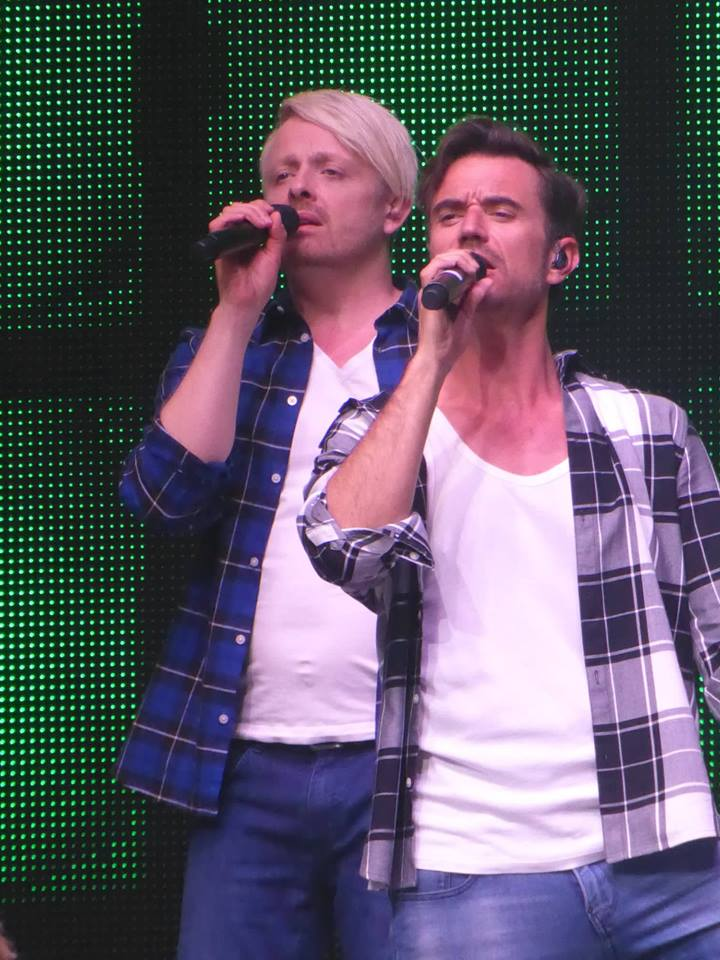
Florian Silbereisen und Ross Antony, 2018

Im Jahr 2002 bekam Silbereisen beim Mitteldeutschen Rundfunk seine erste eigene Fernsehsendung, Mit Florian, Hut und Wanderstock. Anschließend unternahm er Tourneen zum Beispiel mit Stefanie Hertel und Stefan Mross. Seit Februar 2004 moderiert er als Nachfolger von Carmen Nebel im Ersten (ARD) die Feste der Volksmusik im Samstagabendprogramm. Im März 2006 gab er sein Debüt als Schauspieler im ARD-Film König der Herzen, im August 2006 sein Musical-Debüt in Elisabeth.
Im Dezember 2006 moderierte Silbereisen eine Neuauflage der Quizshow Am laufenden Band. Im selben Jahr wurde er im Deutschen Historischen Museum in Berlin als einer der „100 Köpfe von morgen“ ausgestellt. 2008 war Silbereisen im Haus der Geschichte in Bonn in einer Ausstellung neben Zarah Leander, Caterina Valente, Roy Black, Heino und Udo Jürgens als einer der Stars des deutschen Schlagers zu sehen.
Im Herbst 2015 gründete er das Schlager-Trio Klubbb3. Dessen Debütalbum Vorsicht unzensiert! erschien Anfang 2016 und stieg auf Platz 7 der deutschen Albumcharts ein. Die erste Single-Auskopplung, Du schaffst das schon, erreichte in den Single-Charts Platz 66. Die Studioalben Jetzt geht’s richtig los! und Wir werden immer mehr! von 2017 und 2018 platzierten sich auf Platz 1 der deutschen Albumcharts.
Im Jahr 2016 präsentierte Silbereisen als Nachfolger von Bernhard Brink erstmals die TV-Sendungen Die Schlager des Sommers und Die Schlager des Jahres. Im Februar 2017 war er Juror der deutschen Vorentscheidung Unser Song 2017.
Im April 2017 war Silbereisen in Tansania, der 78. Folge der ZDF-Reihe Das Traumschiff, in der Rolle des Schiffsoffiziers Florian Barner zu sehen. Ende Januar 2019 wurde er in der Folge Antigua als zukünftiger Kapitän Max Parger vorgestellt und ist seither Traumschiff-Kapitän. Seit Dezember 2019 spielt er dieselbe Rolle auch in dem Serienableger Kreuzfahrt ins Glück.
Im Juni 2020 veröffentlichten Silbereisen und Thomas Anders gemeinsam Das Album und erreichten damit Platz eins der deutschen Albumcharts. Ab März 2020 ersetzte er Xavier Naidoo für die restlichen Liveshows der 17. Staffel von Deutschland sucht den Superstar als Juror. 2022 wirkte er neben Ilse DeLange und Toby Gad als Juror in der 19. Staffel von Deutschland sucht den Superstar mit.
2024 moderierte er zu Silvester einmalig die Sendung Schlagerboom. Ende Dezember 2024 veröffentlichten Helene Fischer und Florian Silbereisen die gemeinsame Single Schau mal herein, ein Cover des Liedes Stumblin’ In von Chris Norman und Suzi Quatro, die sie in der Helene-Fischer-Show erstmals vorstellten.

## Engagement
Seit 2015 ist Florian Silbereisen Schirmherr des Ronald-McDonald-Hauses in Passau.
Im Januar 2024 beteiligte Florian Silbereisen sich an dem im Stern veröffentlichten Aufruf zum Kampf gegen Rechtsextremismus, der nach dem Treffen von Rechtsextremisten in Potsdam 2023 von zahlreichen Musikern, Schauspielern und Prominenten unterstützt wurde, darunter Helene Fischer, Udo Lindenberg, Roland Kaiser, Collien Ulmen-Fernandes, Nelson Müller und Atze Schröder.

## Kontroversen und Kritik

### Zensurversuch von Florian Silbereisen
Florian Silbereisen versuchte 2009, gerichtlich gegen das Magazin Bürgerblick Passau vorzugehen, um seine namentliche Nennung in einem Bericht über einen plagiatsbedingten Preisentzug an seinen Neffen zu verbieten. Nachdem er zunächst eine einstweilige Verfügung erwirkt hatte, wies das Landgericht Hamburg 2012 seine Klage in der Hauptverhandlung ab. Die Richter sahen in der wahrheitsgemäßen Berichterstattung keinen erheblichen Eingriff in das Persönlichkeitsrecht.

### Strafanzeige von Diehter Dehm gegen Silbereisen wegen abweichendem Songtext
Mitte Januar 2023 sang Florian Silbereisen in der vom MDR produzierten Abschiedsshow für den Sänger Jürgen Drews mit dem Titel Zum allerletzten Mal: Der große Schlagerabschied das Lied 1000 und 1 Nacht (Zoom!) mit der Zeile „Erinnerst du dich, wir haben zusammen gespielt“ statt „Erinnerst du dich, wir haben Indianer gespielt“, wie es im Originaltext des Songs heißt, also ohne das teilweise als diskriminierend wahrgenommene Wort „Indianer“. Der Musikproduzent Diether Dehm erstattete daraufhin Strafanzeige gegen Silbereisen; die Staatsanwaltschaft Fulda leitete ein Ermittlungsverfahren wegen eines möglichen Verstoßes gegen das Urheberrechtsgesetz ein. Nach eigener Darstellung war Dehm von Dieter Hallervorden auf die Textänderung hingewiesen worden. Bereits im August 2022 hatte Silbereisen in der im MDR ausgestrahlten Sendung Die Schlager des Sommers 2022 – Die Märchenschloss-Nacht das Lied mit der so veränderten Textzeile gesungen. Zwischen der ARD und der GEMA gilt eine Rahmenvereinbarung, nach der Songtexte nicht verändert werden dürfen. Im März 2023 einigten sich Silbereisen und Dehm laut Dehm darauf, dass es künftig keine Wiederholung mit Änderung des Originaltextes geben werde, dass die Auseinandersetzungen beigelegt würden, „um juristische Ressourcen zu schonen und um sich gemeinsam kreativen Fragen zuzuwenden“.

## Filmografie

### Als Moderator
- 2002: Mit Florian, Hut und Wanderstock (MDR)
- seit 2004: Die Feste mit Florian Silbereisen (früher Feste der Volksmusik), u. a. Das Adventsfest der 100.000 Lichter
- 2006: Am laufenden Band (Das Erste)

### Als Schauspieler
- 2006: König der Herzen (Das Erste)
- 2017: Das Traumschiff: Tansania als Schiffsoffizier Florian Barner (ZDF)
- seit 2019: Das Traumschiff als Kapitän Max Parger (ZDF)
- 2019–2024: Kreuzfahrt ins Glück als Kapitän Max Parger (ZDF)

## Diskografie
Studioalben
| Jahr | Titel Musiklabel                                                          | Anmerkungen                             |
| ---- | ------------------------------------------------------------------------- | --------------------------------------- |
| 1990 | Florian Silbereisen mit seiner Steierischen Harmonika Bogner Records (BR) | Erstveröffentlichung: 1990              |
| 1993 | I möcht mei Lebtag a Lausbua bleib’n Bogner Records (BR)                  | Erstveröffentlichung: 12. Mai 1993      |
| 1994 | Mein allerbester Freund ist die Ziehharmonika Bogner Records (BR)         | Erstveröffentlichung: 1. September 1994 |
| 1997 | Lustig samma Polymusica (UMG)                                             | Erstveröffentlichung: 18. April 1997    |
| 1999 | Links a Mad’l, rechts a Mad’l Montana Records (WMG)                       | Erstveröffentlichung: 26. April 1999    |
| 2001 | Keine Party ohne uns Montana Records (WMG)                                | Erstveröffentlichung: 25. Juni 2001     |
| 2003 | A bisserl was geht immer Montana Records (Koch)                           | Erstveröffentlichung: 25. März 2003     |

## Auszeichnungen
- 1992 – Herbert-Roth-Preis für Junge Solistinnen und Junge Solisten
- 2004 – Brisant Brillant als Shooting Star des Jahres
- 2004 – Goldene Henne der Zeitschrift Superillu
- 2006 – Schlagerstar 2006
- 2006 – Aufnahme in den Signs of Fame Germany
- 2007 – Superkrone der Volksmusik
- 2013 – smago! Award
- 2016 – smago! Award
- 2016 – Bambi in der Kategorie Fernsehen
- 2017 – smago! Award
- 2017 – Goldene Henne in der Kategorie Entertainment
- 2019 – smago! Award (mit Thomas Anders für Sie sagte doch sie liebt mich)[26]
- 2019 – smago! Award für „Erfolgreichster Showmaster des Jahres + Der Liebling der smago! Leserinnen und Leser“ sowie „Das Nonplusultra in jeder Hinsicht“[26]
- 2020 – Goldene Henne in der Kategorie Musik
- 2021 – Die Eins der Besten in der Kategorie Duo des Jahres (mit Thomas Anders)[27]
- 2021 – smago! Award für „Erfolgreichstes neues Schlageralbum des Jahres 2020“ (Das Album)[28]
- 2023 – Bayerischer Verdienstorden[29]